# Toyoake
Toyoake (japanska: 豊明市?, Toyoake-shi) är en japansk stad i prefekturen Aichi på den centrala delen av ön Honshu. Staden är belägen strax sydost om Nagoya och ingår i denna stads storstadsområde. Toyoake fick stadsrättigheter 1972..

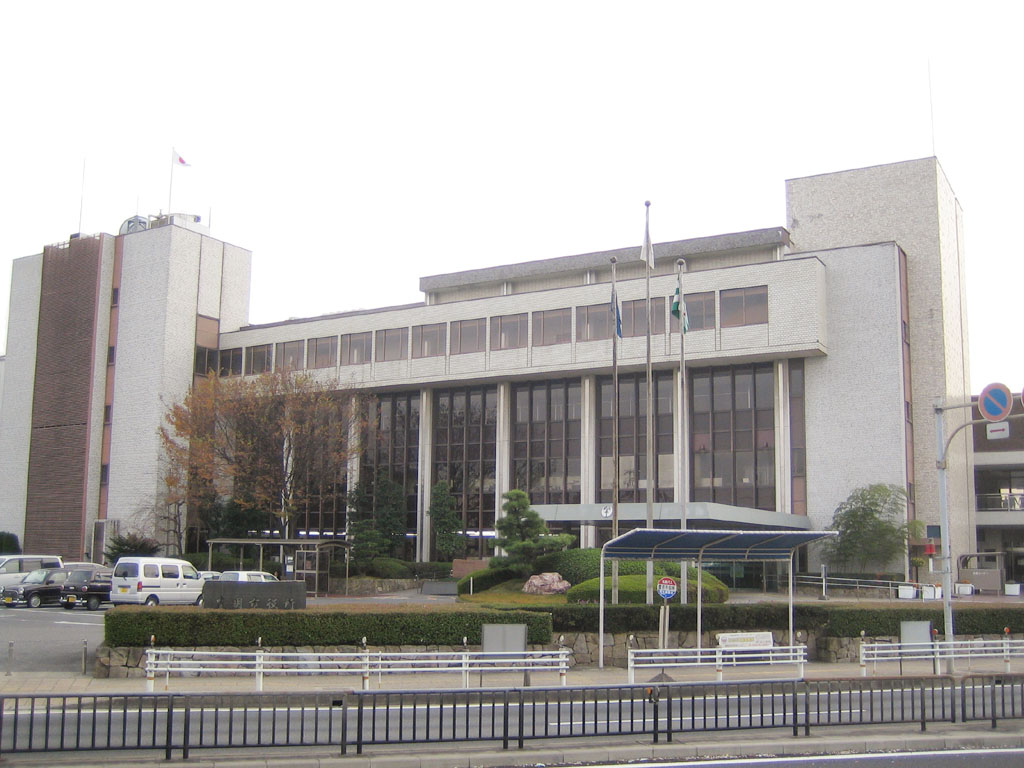
Toyoake stadshus